# CS-PCM音声放送
CS-PCM音声放送は、かつて通信衛星を使用して放送されていたデジタル音声放送のことであり、衛星デジタルラジオの一種であった。

## 概要
1992年6月に放送開始。開始当初は2衛星6社、各局3チャンネルの合計18チャンネルで放送されていた。チューナーは、放送開始と同時期にNECホームエレクトロニクスより発売されたNE-PCM9000が18万円であった。
最終的に日本においてはミュージックバードで10チャンネルを使用して放送が行われたが、2011年7月31日をもって放送を終了した。音声のサンプリング周波数は48kHz、または32kHzである。スクランブル方式はコアテック方式であった。

## 再編から終焉に至るまで
バブル経済崩壊不況による売り上げ低迷や加入数自体の低迷があり、放送開始1年後の1993年6月にPCMジャパンおよびPCMセントラルが廃局した。これを機に他事業者が相次いで合併し、1996年10月にはミュージックバードのみとなった。
ミュージックバードも2011年7月31日をもってPCM音声放送を終了した。暗号用チップの生産終了によるチューナー追加生産不能と委託先（財団法人放送セキュリティーセンター）の暗号化業務終了に伴うものであった。これにより全てのCS-PCM音声放送が消滅した。なお、ミュージックバードは以降もSPACE DiVAにて放送を継続していたが、それも2024年2月に終了。

## 沿革
- 1992年（平成4年）6月 - 委託放送事業者6社が順次3チャンネルずつの本放送を開始。

| 会社名                                           | 愛称          | 使用衛星        | 使用チャンネル番号 | 放送開始年月日 | 備考                               |
| ------------------------------------------------ | ------------- | --------------- | ------------------ | -------------- | ---------------------------------- |
| 株式会社ピーシーエムジャパン                     | SOUND AIR P.J | スーパーバードB | S-10               | 1992年6月15日  | 日本テレビ系                       |
| 株式会社ピーシーエムジパングコミュニケーションズ | PCM-ZIPANG    | JC-SAT2         | J-6                | 1992年6月18日  | TBS系                              |
| 株式会社ミュージックバード                       | MUSIC BIRD    | JC-SAT2         | J-8                | 1992年8月3日   | TOKYO FM系                         |
| 株式会社サテライトミュージック                   |               | JC-SAT2         | J-8                | 1992年8月3日   | 大映（現・角川映画）系             |
| ニッポンミュージックコングレス株式会社           | RADIO SKY     | JC-SAT2         | J-6                | 1992年8月18日  | 日本ヘラルド映画（現・角川映画）系 |
| ピーシーエムセントラル株式会社                   | PCMセントラル | スーパーバードB | S-10               | 1992年9月1日   | 中部日本放送系                     |

- 1993年（平成5年）6月4日 - PCMジャパン、PCMセントラルが放送終了。両社は7月1日付で事業廃止。スーパーバードBでの放送が消滅。
- 1994年（平成6年）10月1日 - PCMジパングコミュニケーションズとニッポンミュージックコングレスが合併。株式会社ジパングアンドスカイコミュニケーションズ（PCM Z-SKY）として開局。
- 1995年（平成7年）7月1日 - サテライトミュージックがミュージックバードに吸収合併。
- 1996年（平成8年）10月1日 - ジパングアンドスカイコミュニケーションズがミュージックバードに吸収合併。
- 2002年（平成14年）6月1日 - ミュージックバード、PCM音声放送につき電気通信役務利用放送事業へ移行。
- 2011年（平成23年）7月31日 - ミュージックバード、PCM音声放送を停止。同日で日本でのPCM音声放送は全て消滅した。